# Dímitra (ort i Grekland, Västra Makedonien)
Dímitra är en ort i Grekland.   Den ligger i prefekturen Nomós Grevenón och regionen Västra Makedonien, i den centrala delen av landet, 280 km nordväst om huvudstaden Aten. Dímitra ligger 442 meter över havet och antalet invånare är 548.
Terrängen runt Dímitra är varierad. Runt Dímitra är det glesbefolkat, med 12 invånare per kvadratkilometer. Närmaste större samhälle är Deskáti, 12,3 km öster om Dímitra. Omgivningarna runt Dímitra är en mosaik av jordbruksmark och naturlig växtlighet.